# Jacques Lemans GmbH

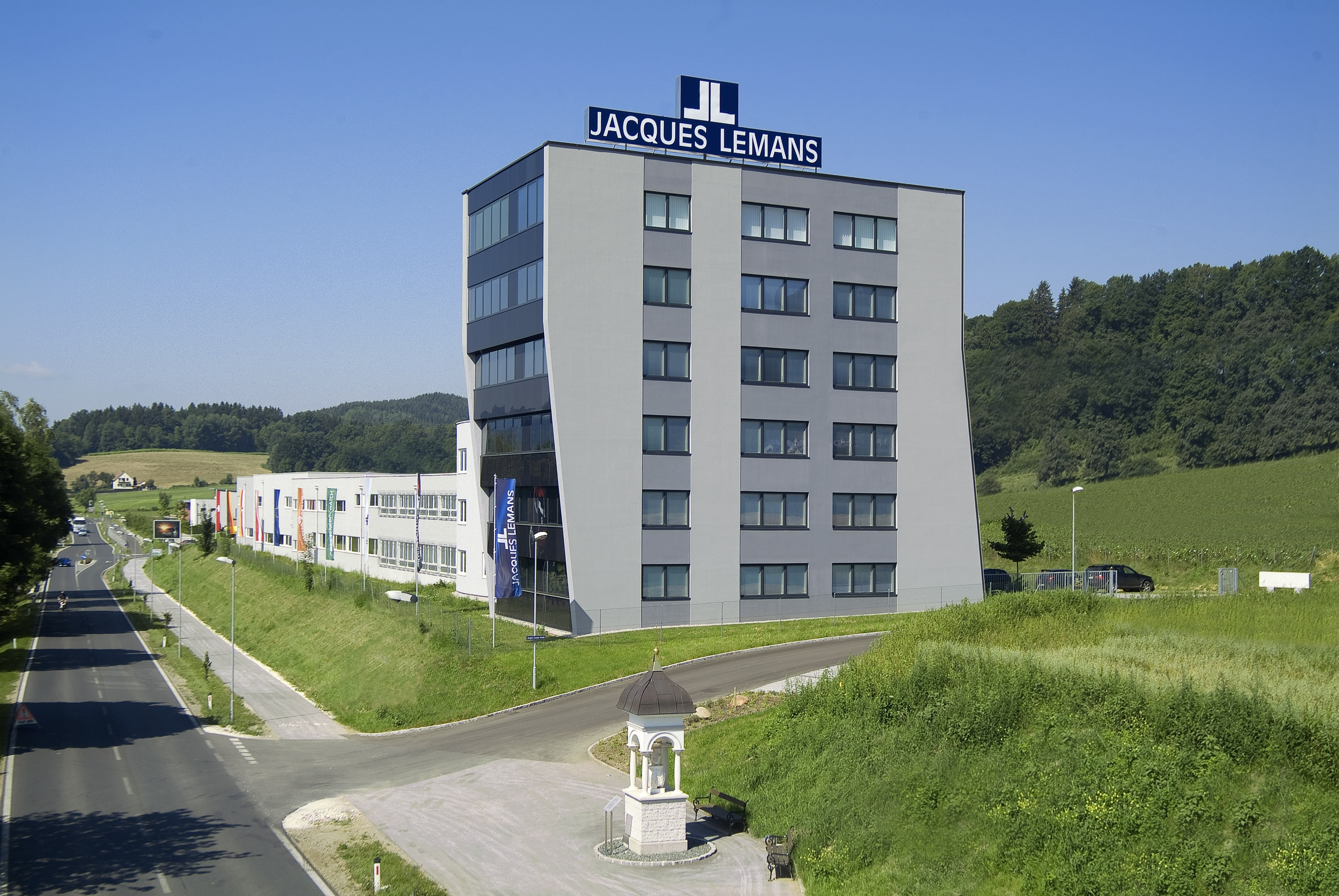
Firmenzentrale in St. Veit an der Glan

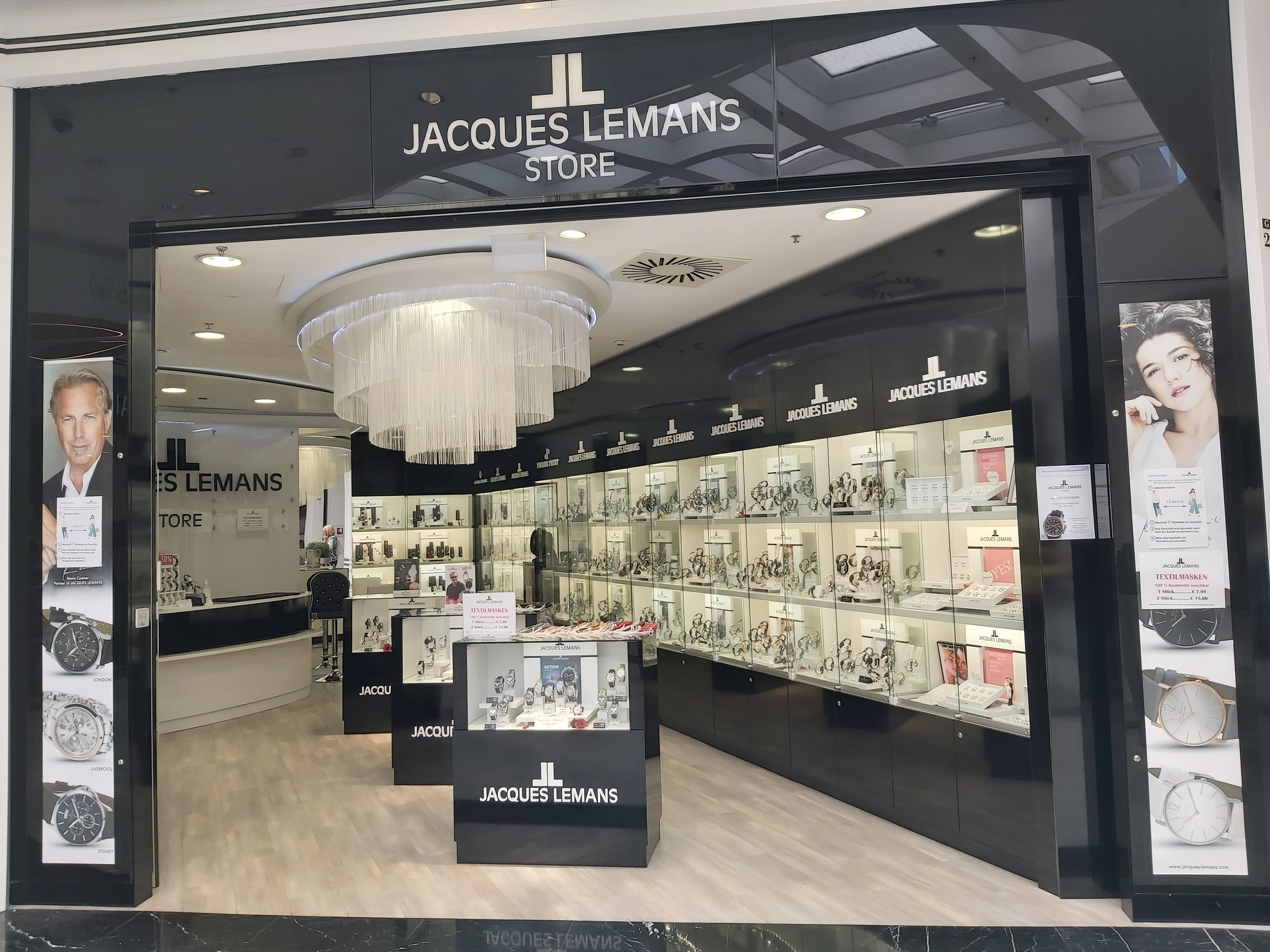
Store im Einkaufszentrum SCS Wien

Die Jacques Lemans GmbH ist ein 1974 von Alfred Riedl gegründetes, international tätiges österreichisches Uhren- und Schmuckunternehmen mit Hauptsitz in Kärnten. Das Unternehmen verfügt über Vertriebspartner in 120 Ländern auf allen Kontinenten.
Untermarken des Familienbetriebs sind die Marken Pierre Petit und Alpha Saphir. Das Unternehmen verfügt weltweit über Mitarbeiter und Vertriebspartner sowie über acht Mono-Brand-Stores in Österreich.

## Geschichte
Die Jacques Lemans GmbH stellte zunächst nur Uhren her und vertrieb sie. Das Unternehmen wurde Mitte der 1970er-Jahre vom jetzigen Eigentümer und Geschäftsführer Alfred Riedl in St. Veit/Glan in Kärnten gegründet und befindet sich seither in Familienbesitz. Zu Beginn der Firmengeschichte reiste Alfred Riedl selbst durch Österreich und häufig auch nach Deutschland, um die Produkte zu verkaufen.

## Auszeichnungen
- 2020 wurde eine Umfrage vom Uhren- und Schmuck-Fachverlag Meth Media durchgeführt, bei welcher Uhrenfachhändler, Juweliere, Goldschmiede- und Uhrmachermeister die beliebtesten Uhrenmarken wählten. Jacques Lemans wurde als beliebteste Marke und Top Uhrenmarke im Preissegment bis 250 Euro ausgezeichnet.[3]

## Uhrenkollektionen

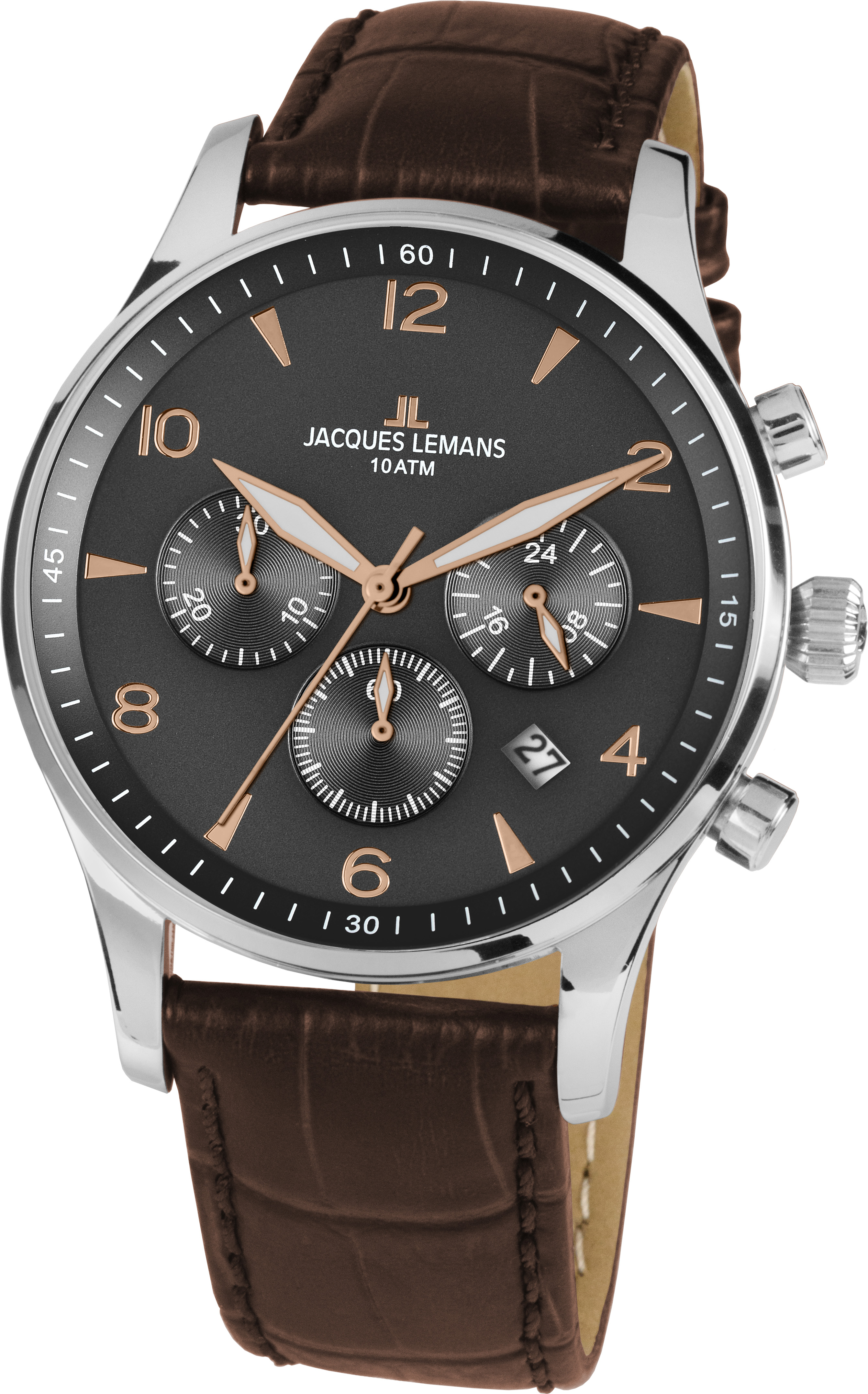
Jacques Lemans Classic London 1-1654ZK

Jacques Lemans bietet verschiedene Kollektionen an:
- „Classic Collection“
- „Sport Collection“
- „Elegance Collection“
- „High-Tech Ceramic Collection“
- „Automatic Collection“
- „Design Collection“
- „Retro Classic Collection“
- „Eco Power - Solar Collection“[4]
- „Jewellery Collection“

## Spezialanfertigungen (Branded Watches)
Jacques Lemans kreiert für Organisationen, Konzerne und öffentliche Institutionen Spezialanfertigungen. Kooperationen erfolgten u. a. mit Unternehmen wie Porsche, BMW, Mini, Mazda, Hyundai Motorsport, FC Chelsea, FC Arsenal, AS Monaco, SK Rapid Wien, ÖFB, und UEFA Champions League.

## Werbeträger
- Anna Gasser: Snowboard Olympiasiegerin aus Österreich[6][7]
- Kevin Costner[8]
- Clint Eastwood
- Khatia Buniatishvili
- Magnus Gustafsson
- Anna Veith
- Jürgen Melzer
- Jean-Claude van Damme

## Sponsoring
Jacques Lemans war aufgrund einer Kooperation mit Bernie Ecclestone, zehn Jahre lang offizieller Kooperationspartner der Formel 1. Als erster und einziger Lizenznehmer stellte der Betrieb limitierte Uhrenserien her, die speziell Rennwagen-Fans gewidmet waren.
Als offizieller Lizenznehmer der UEFA Champions League und der UEFA Europa League stellte Jacques Lemans Uhrenmodelle im sportlichen Fußballdesgin her.
Seit 2010 trägt das Unternehmen den Titel „Official Timekeeper“ der EuroLeague Basketball Final Four und der „STIHL Timbersports“ Weltmeisterschaften. Der Titel „Offizieller Zeitnehmungspartner“ wurde dem Unternehmen 2016, beim Dolomitenmann-Event von Red Bull, verliehen. Nebenbei sponsert der Betrieb zahlreiche Veranstaltungen in Österreich und Deutschland.
Das Fußballstadion in Sankt Veit an der Glan trägt den Namen Jacques-Lemans-Arena. Die Golfanlage in St. Veit an der Glan wurde Jacques Lemans Golfclub benannt.